# Gare de Cherbourg
Pour les articles homonymes, voir Gare de Cherbourg (homonymie).
La gare de Cherbourg est une gare ferroviaire française établie au terminus de la ligne de Mantes-la-Jolie à Cherbourg, qui permet la relation entre les villes de Paris et de Cherbourg-en-Cotentin. Elle est située au pied de la montagne du Roule à proximité du centre-ville, dans le département de la Manche, en région Normandie.
C'est une gare de la Société nationale des chemins de fer français (SNCF), la deuxième de l'ancienne région Basse-Normandie après celle de Caen.

## Situation ferroviaire
Établie à 5 m d'altitude, la gare terminus de Cherbourg est située au point kilométrique (PK) 370,365 de la ligne de Mantes-la-Jolie à Cherbourg après la gare de Valognes.

## Histoire
La gare de Cherbourg est inaugurée en 1858. En 1860 et 1861, elle a servi de base altimétrique pour la levée du tout premier nivellement général de la France entrepris par Paul-Adrien Bourdalouë. La ligne de Paris à Cherbourg allait au début du XXe siècle jusqu'à la station balnéaire d'Urville-Hague et était complétée par le « Tue-Vâques » qui desservait depuis Cherbourg le Val de Saire entre 1911 et 1950.
Aujourd'hui, la ligne Intercités Normandie Paris-Saint-Lazare – Caen – Cherbourg est la plus profitable de sa catégorie, avec un bénéfice supérieur à 10 millions d'euros annuels. Chaque jour, plusieurs dizaines de TER Normandie et Intercités Normandie assurent des liaisons directes entre Cherbourg et Lisieux, Caen, Paris-Saint-Lazare. Il faut compter aujourd'hui entre (environ) 2 h 45 min et 3 h 5 min pour joindre Paris-Saint-Lazare à Cherbourg sans changement.

### Construction de la gare et architecture d'origine

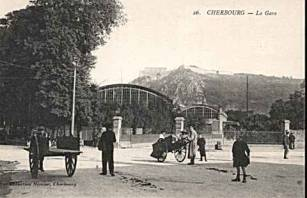
La gare de Cherbourg avec ses grandes verrières, en 1920.

Desservie depuis Paris par la Compagnie des chemins de fer de l'Ouest, la gare est construite à la demande de Louis-Napoléon Bonaparte. Les bâtiments sont terminés en juillet 1858, la gare fut officiellement inaugurée le 3 août 1858 par l'Empereur Napoléon III et l'Impératrice Eugénie. Elle est construite sur le modèle des gares de seconde classe de la Compagnie de l'Ouest par l'architecte de la compagnie, Victor Lenoir. Elle est de style néo-classique. Les quais sont protégés par une grande halle de grandes verrières. À l'origine, cette gare était non seulement une gare de voyageurs mais aussi une gare de marchandises et une gare de triage. Rapidement, la grande halle de grandes verrières fut abîmée par le temps ; elle a été retirée avant la Seconde Guerre mondiale malgré le côté pratique par temps de pluie. La particularité de cette gare de 1858 à 1939, c'est que la gare était divisée en deux parties : la gare du départ et la gare d'arrivée. La gare du départ était du côté Nord, la gare d'arrivée se trouvait du côté Sud. La gare fut rénovée à plusieurs reprises.
Actuellement, la gare est en forme de U, elle se compose d'un bâtiment d'accueil de 40 mètres de long et deux bâtiments perpendiculaires, chacun mesurant 40 mètres de long.

### L'évolution du bâtiment et des infrastructures

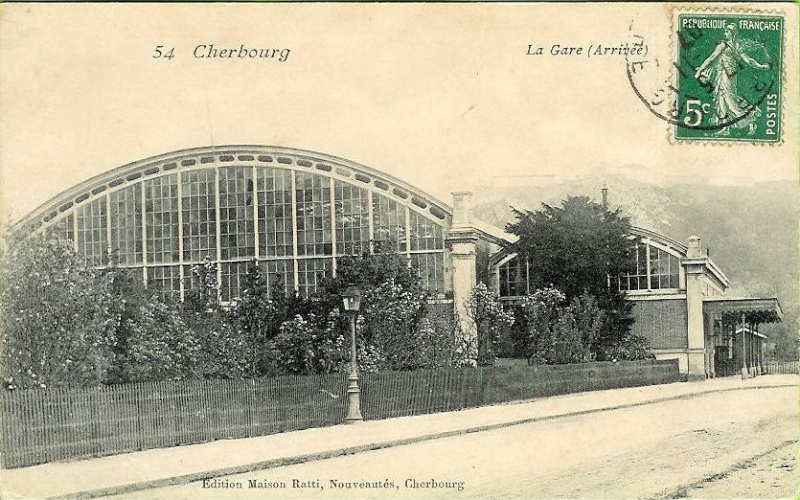
La gare de Cherbourg, du côté de l'arrivée, en 1920.

Au début du XXe siècle, la gare de Cherbourg a accueilli des trains internationaux et des trains de luxe pour que les voyageurs puissent prendre les paquebots de la compagnie Cunard Line pour les États-Unis et le Royaume-Uni. À partir de 1928, une nouvelle gare a été construite par l'architecte René Levavasseur sur le port de Cherbourg : la gare transatlantique. Elle est achevée et inaugurée en 1933 par le président Albert Lebrun. De 1933 à 1970, il y avait trois gares ferroviaires à Cherbourg : la gare de Cherbourg, la gare transatlantique et la gare de Cherbourg-Barfleur (fermée en octobre 1950). La gare transatlantique sera abandonnée dans les années 1970.
En mars 1971, pour renforcer la liaison entre Paris et Cherbourg, la gare de Cherbourg a accueilli les turbotrains de première génération dits Éléments à turbine à gaz (ETG). Au printemps 1973, les ETG furent remplacés par les turbotrains de deuxième génération dits Rames à turbine à gaz (RTG), puis retirés du service 1996 avec l'arrivée des trains Intercités tractés par les locomotives électriques.
Au début des années 1990, de gros travaux ont permis d'améliorer la liaison Paris – Cherbourg en supprimant de nombreux passages à niveau et en électrifiant la ligne en 25 kV. Ces travaux se sont achevés en juin 1996.
Depuis octobre 2012, les annonces en gare sont faites par Simone, la « voix de la SNCF », alors que, précédemment, elles étaient réalisées à l'ancienne par le personnel de la gare.

## Fréquentation
De 2015 à 2022, selon les estimations de la SNCF, la fréquentation annuelle de la gare s'élève aux nombres indiqués dans le tableau ci-dessous.
| Année                      | 2015    | 2016    | 2017    | 2018    | 2019    | 2020    | 2021    | 2022    |
| -------------------------- | ------- | ------- | ------- | ------- | ------- | ------- | ------- | ------- |
| Voyageurs                  | 592 294 | 553 961 | 574 314 | 516 083 | 576 122 | 318 696 | 418 713 | 587 973 |
| Voyageurs et non voyageurs | 731 228 | 683 903 | 709 030 | 637 140 | 711 262 | 393 452 | 516 929 | 725 893 |

## Organisation de la gare

### La gare de voyageurs (et sa desserte)
La gare de Cherbourg est une gare de terminus et est desservie par des TGV saisonniers, des trains Intercités Normandie et des TER Normandie. Elle se trouve à 3 h de Paris-Saint-Lazare et de Rennes, à 1 h 10 de Caen et à 50 minutes de Saint-Lô.

#### TGV
Une desserte saisonnière par TGV inOui relie directement Cherbourg aux stations de ski de la vallée de la Tarentaise (train à destination de Bourg-Saint-Maurice) les deux samedis des vacances de février.
À la fin des années 1990, une desserte quotidienne par TGV a relié Cherbourg à Lille-Europe via Caen, Marne-la-Vallée et Roissy pendant une année et demie. L'arrêt de la liaison entre ces deux villes est dû à la faible rentabilité de la ligne.
Du 5 juillet 2009 au 11 décembre 2010, une desserte quotidienne par TGV a relié Cherbourg à Dijon via Caen, Roissy et Marne-la-Vallée. Prévue pour trois ans, elle a cessé à cause de sa faible fréquentation (55 voyageurs par liaison quotidienne au lieu de 100 au minimum, soit un taux remplissage « à 20 % »). Le voyage entre Cherbourg et Mantes-la-Jolie est de l'ordre de trois heures soit trente minutes de plus que par rapport à un train classique et une heure quinze de Mantes-la-Jolie à Roissy TGV pour quarante kilomètres ; les normands ont considéré que cette liaison ne servait à rien.
Un aller-retour de pèlerins à destination de Lourdes a eu lieu le samedi 18 et le jeudi 23 juillet 2015, assuré par des rames TGV Duplex.

#### Intercités Normandie

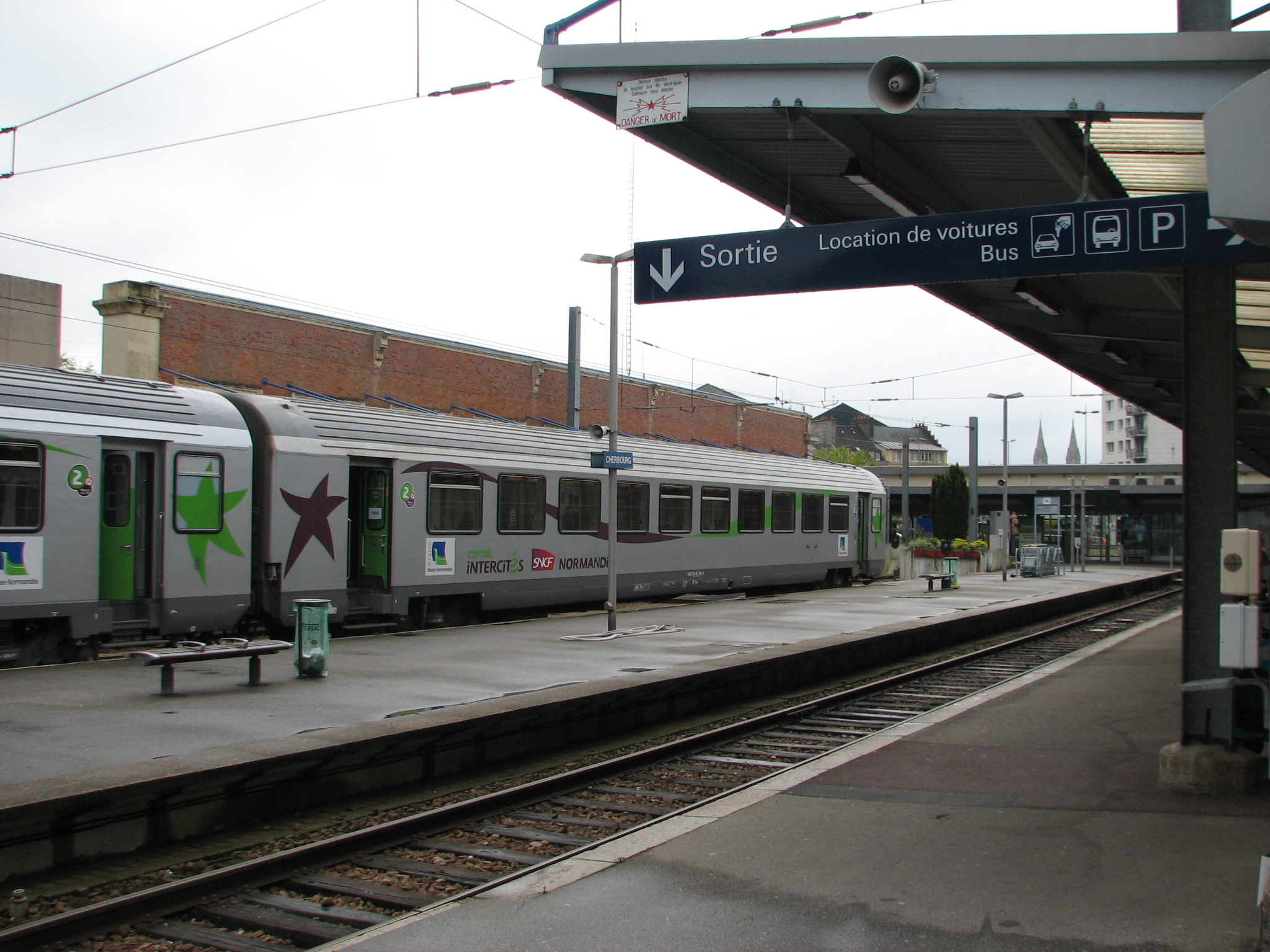
Intercités Normandie à quai à Cherbourg.

La gare est reliée directement par des rames Intercités Normandie à Paris-Saint-Lazare avec une durée moyenne de 3 h, avec au moins un arrêt à Caen. Depuis le 14 décembre 2008 et la mise en œuvre du cadencement, les trains Intercités Normandie, en provenance ou à destination de Cherbourg sont sans arrêt entre Caen et la gare Saint-Lazare à l'exception du dernier train de la journée en semaine dans le sens de Paris-Saint-Lazare à Cherbourg.
En revanche, le projet de suppression des arrêts intermédiaires entre Cherbourg et Caen n'a pas abouti. Pendant les premiers jours des nouveaux horaires cadencés, le premier train du matin arrivant à Cherbourg n'a effectué qu'un seul arrêt intermédiaire (à Caen) en reliant les deux terminus en 2 h 46. Devant les protestations, notamment des maires de Carentan et de Valognes dont les villes n'étaient plus desservies avant 11 h, ce train s'arrête de nouveau dans ces gares ce qui porte son temps de parcours à 2 h 53. Le meilleur temps de parcours de 2 h 46 n'est donc possible que grâce à un train par jour dans le sens de Cherbourg à Paris, avec un seul arrêt intermédiaire : Caen.
Hors les lignes TGV, la ligne de (Paris) Mantes-la-Jolie à Cherbourg fait partie des plus rentables du réseau avec 10,7 millions d'euros de bénéfices en 2004.

#### TER Normandie
La gare est desservie par les TER Normandie :
- Cherbourg - Caen - Lisieux ;
- Cherbourg - Saint-Lô - Dol-de-Bretagne - Rennes (les voyageurs à destination de Saint-Lô, Coutances et Rennes doivent effectuer une correspondance à la gare de Lison).

### La gare de marchandises
La gare de Cherbourg accueille également des trains de fret. De 1970 à 2000, elle fut la première gare de France pour le transport des voitures neuves de la compagnie d'automobile Toyota ; depuis l'ouverture d'une usine de l'entreprise près de Valenciennes en 2000, la gare n'accueille plus les trains transportant des voitures automobiles. Depuis l'an 2000, le trafic des trains de fret a fortement chuté à cause des nombreuses fermetures des entreprises et des compagnies maritimes sur le port de Cherbourg-en-Cotentin.
Pour renforcer la part du fret ferroviaire dans le transport de marchandises, la France entend développer deux nouvelles autoroutes ferroviaires, à savoir Cherbourg-en-Cotentin – Bayonne (ainsi que Calais – Sète).

### La gare de triage
La gare de Cherbourg fut une grande gare de triage notamment pour les trains de marchandises en direction vers l'arsenal de Cherbourg, vers le port de Cherbourg, vers la Hague et vers le Val de Saire (Tue-Vaque).

## Projets

### Projet de construction d'une nouvelle gare multimodale
La gare actuelle est trop petite, malgré l'augmentation du nombre de voyageurs, ses voies sont souvent saturées aux heures de pointe. L'urbaniste Serge Renaudie a proposé à la communauté urbaine de Cherbourg (CUC), un phasage pour la transformation du secteur de la  gare actuelle. La construction d'une gare multimodale regroupant le trafic ferroviaire, les bus urbains (Zéphir Bus) et les bus départementaux (Manéo) ; elle serait édifiée sur l'actuel parking situé face au centre commercial Carrefour, lui-même prochainement reconstruit. Cette opération s'inscrirait dans le cadre de la rénovation du « quartier des Bassins ».
Ce projet a été accepté par le conseil de la CUC. L'atelier Renaudie prévoit dans un premier temps, le déplacement de la gare routière sur l'actuel parking du SERNAM, puis dans un deuxième temps, le transfert du faisceau ferroviaire et la construction d'une nouvelle gare SNCF à l'est de la nouvelle gare routière. Celle-ci sera plus grande que l'actuelle ; elle passera de trois voies (excepté la voie pour TER qui est souvent hors-service) à six ou huit voies. À l'heure actuelle, les plans définitifs de la nouvelle gare multimodale sont en cours de réalisation. Ce projet devrait voir le jour pour 2017-2025 avec l'arrivée des TGV pour Paris.

### Projets d'aménagements des voies existantes et créations de nouvelles lignes
Des travaux d'aménagement sont en cours de réalisation pour mettre de nouvelles portions de ligne « en V200 » pour les trains classiques et « en V220 » pour les TGV. Actuellement, les sections de la ligne sont parcourables à 160-200 km/h en moyenne pour tous les trains.
À la suite de la construction d'une nouvelle gare multimodale, RFF et la SNCF prévoient de réaménager les voies, pour rendre le trafic, le plus fluide possible malgré le peu d'espace entre la Divette et la montagne d'Octeville (50 mètres de largeur à certaines endroits). Ils prévoient également une création des voies de garages pour les trains de grandes lignes et les TER. Mais actuellement, aucun plan officiel n'a été communiqué.
Le contournement ferroviaire de l'agglomération cherbourgeoise est également régulièrement envisagé afin de permettre d'éviter le passage des trains de marchandises au niveau de l'ex-canal de retenue et au lieu « Le pont de Carreau », nœud routier et ferroviaire posant de nombreux problèmes de fluidité du trafic urbain. Ce contournement aurait l'avantage de permettre un gain de temps notable pour les marchandises, lesquelles transitent actuellement à vitesse très réduite par les points précités. Néanmoins à ce jour, aucun tracé officiel n'a été communiqué.
À la suite du projet de Grenelle de l'environnement de poursuivre le maillage du territoire, qui prévoit la construction de 2 000 kilomètres de voies d’ici 2020, en décembre 2008, les élus locaux Bernard Cazeneuve, député-maire de Cherbourg-Octeville, Philippe Duron, député-maire de Caen et Laurent Beauvais, président du conseil régional relancent le projet de la construction de la ligne nouvelle Paris - Normandie de Paris à Cherbourg en passant par Caen et demandent au secrétaire d'État aux Transports, Dominique Bussereau, et au président de la SNCF, Guillaume Pepy que ce projet de construction de ligne nouvelle Paris - Normandie prenne en compte l’absolue nécessité de rattacher la Normandie au programme,. Lors de la présentation du projet du Grand-Paris en juin 2009 et la visite du président de la République française Nicolas Sarkozy au Havre le 16 juillet 2009, il a annoncé son feu vert pour la construction de la ligne nouvelle Paris - Normandie entre Paris et Le Havre et entre Paris et Cherbourg-Octeville raccourci jusqu'à Caen dans un premier temps. La ligne nouvelle permettrait de relier de Paris à Cherbourg en moins de 2 h soit un gain de 1 h à 1 h 10.

## La gare au cinéma
En 1963, Jacques Demy filme dans la gare une des scènes de sa comédie musicale Les Parapluies de Cherbourg. Geneviève Emery (Catherine Deneuve) accompagne Guy (Nino Castelnuovo) pour prendre le train pour Paris-Saint-Lazare, qui l'emmène faire son service militaire et prendre part à la guerre d'Algérie.
Puis, en 1978, Joseph Losey y tourne également une scène de son drame Les Routes du sud.
Enfin, en 2013, deux scènes de la comédie Qu'est-ce qu'on a fait au Bon Dieu ? ont été réalisées sur les quais des voies A et C, bien que, d'après le scénario, l'action du film se déroule en Touraine. Il s'agit notamment de celle où Laure Verneuil (Élodie Fontan) prend un Intercités pour Paris alors qu'elle doit se rendre à son mariage avec Charles Koffi (Noom Diawara), croyant que cette union serait impossible en raison d'un supposé différend entre les deux familles ; cependant, les deux pères, Claude Verneuil (Christian Clavier) et André Koffi (Pascal Nzonzi), montent dans le train (juste avant la fermeture des portes pour le départ) pour la faire changer d'avis.

## Galerie de photographies

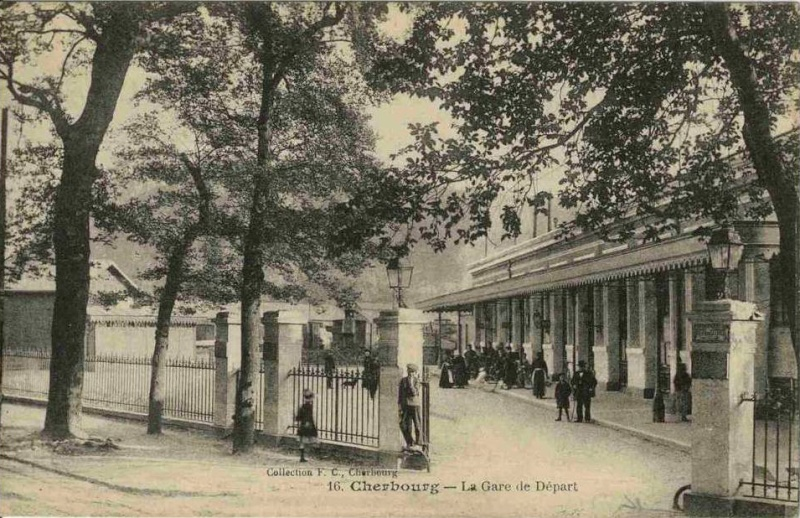
La gare, du côté des départs, en 1920.
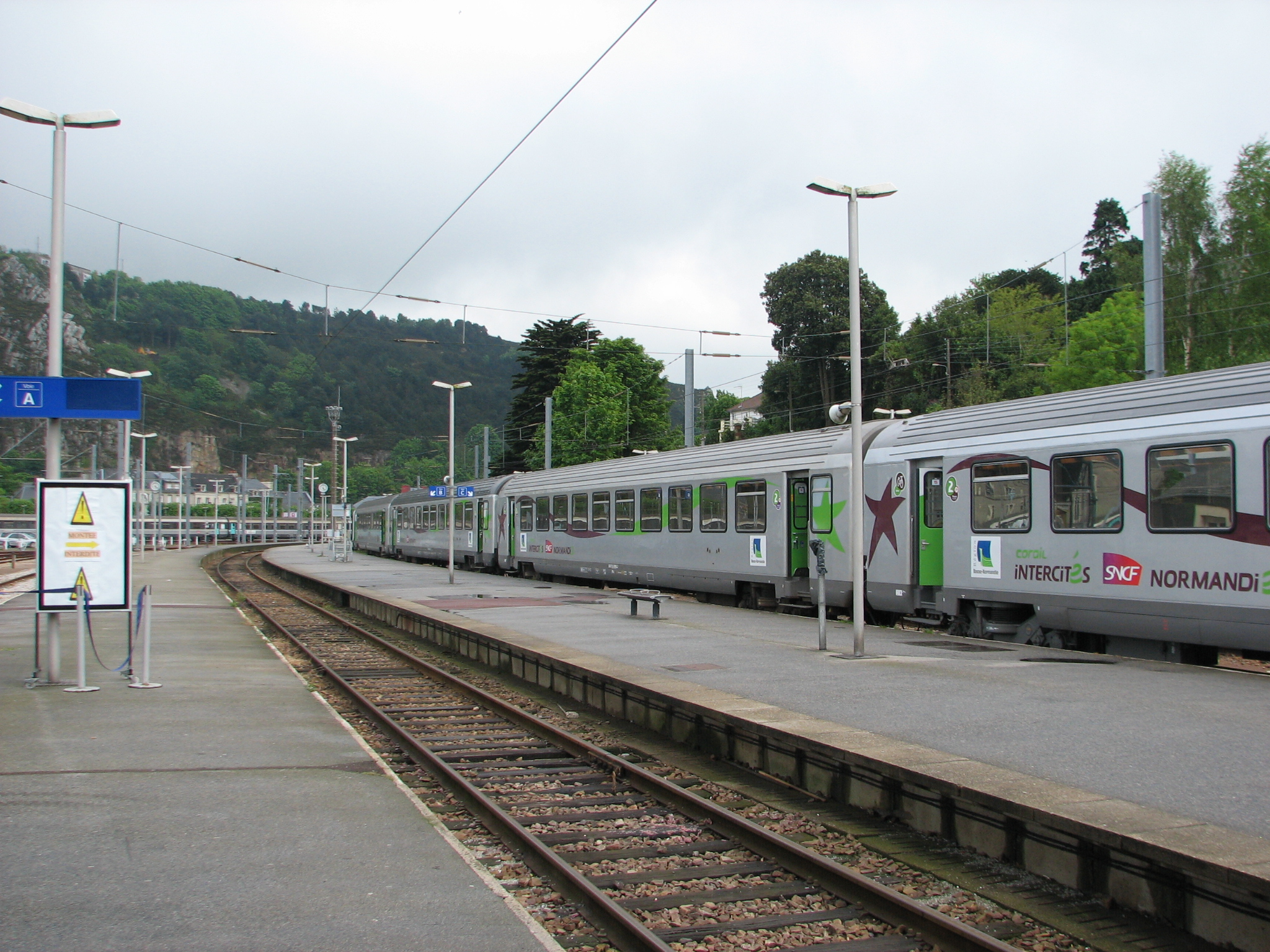
Train Corail Intercités Normandie, en 2008.
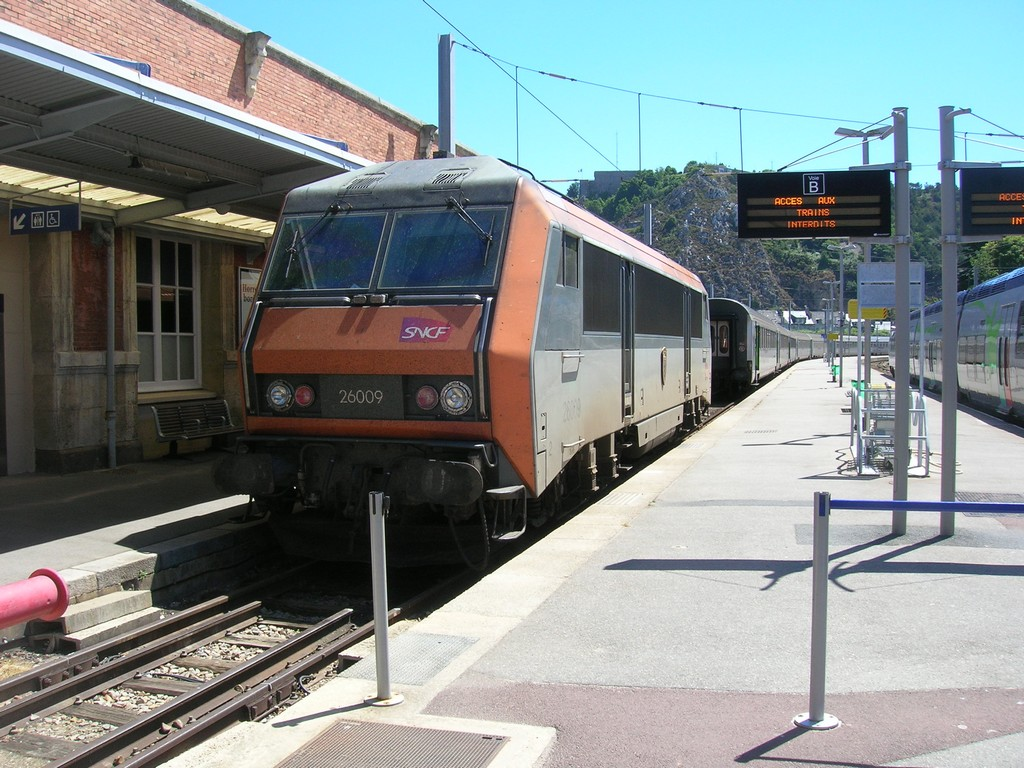
La BB 26009, à quai, en juillet 2010.
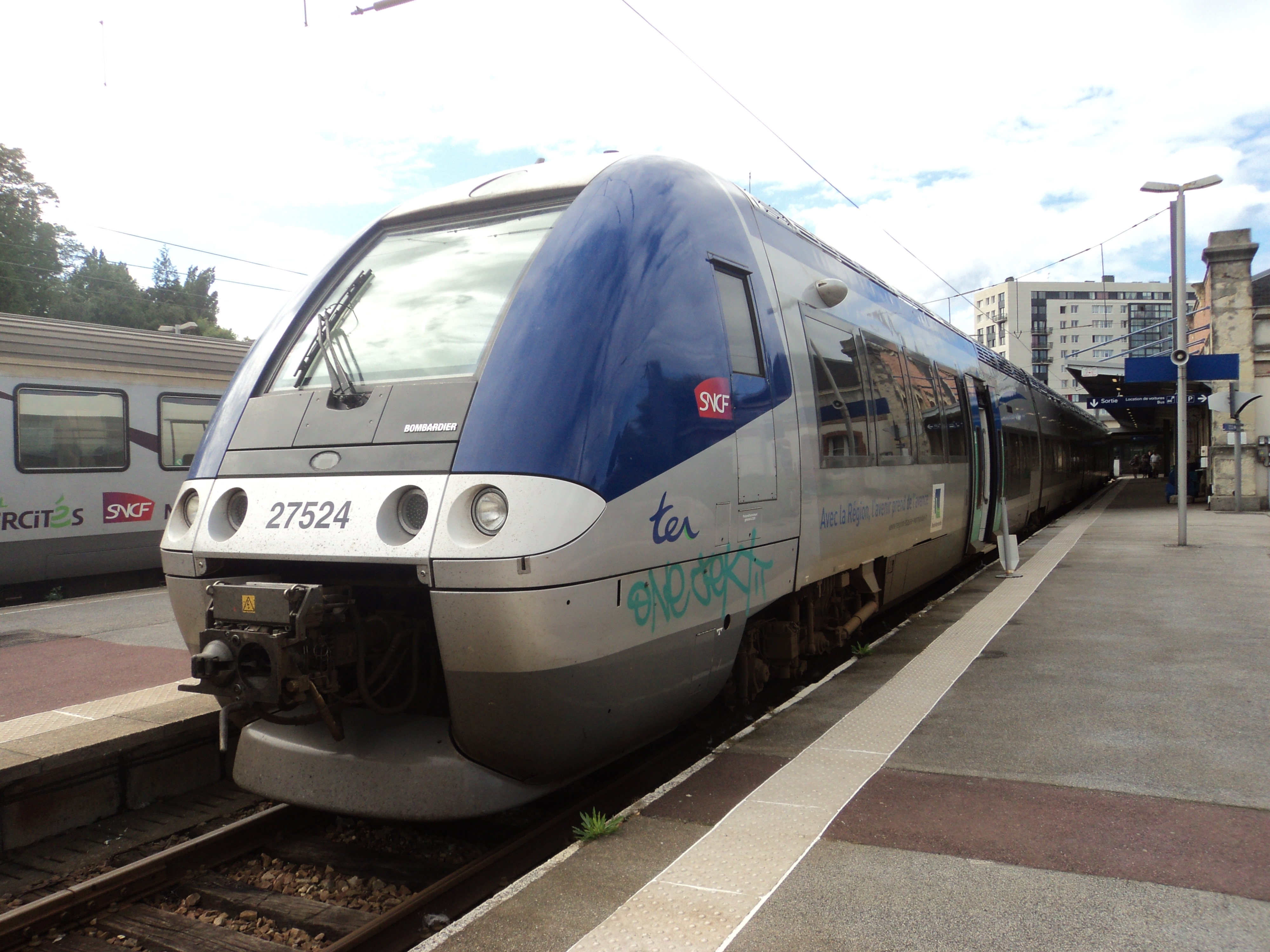
La rame AGC Z 27523/4 à quai, voie B, en août 2011.
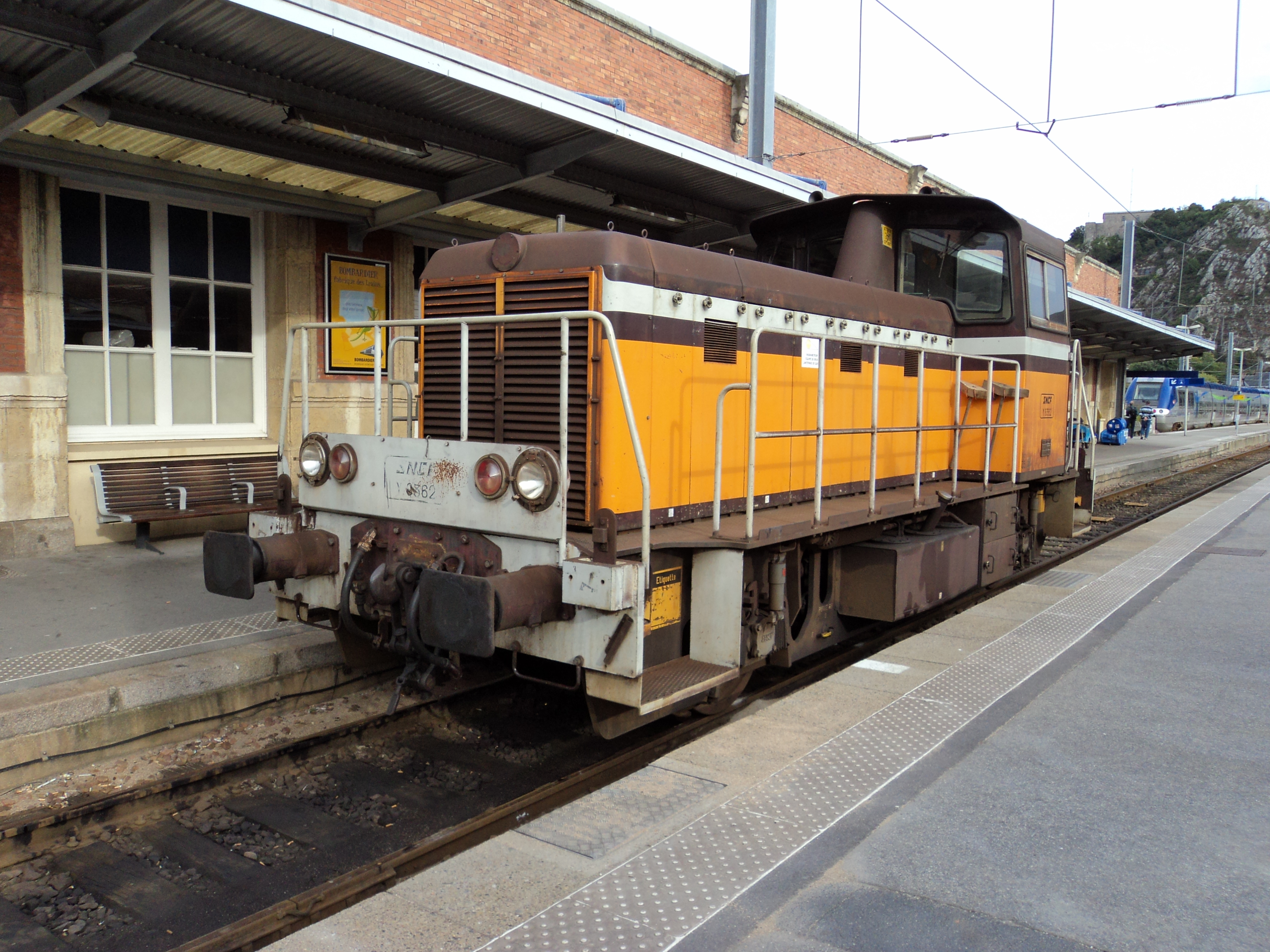
Le locotracteur Y 8362, affecté aux manœuvres, en septembre 2012.
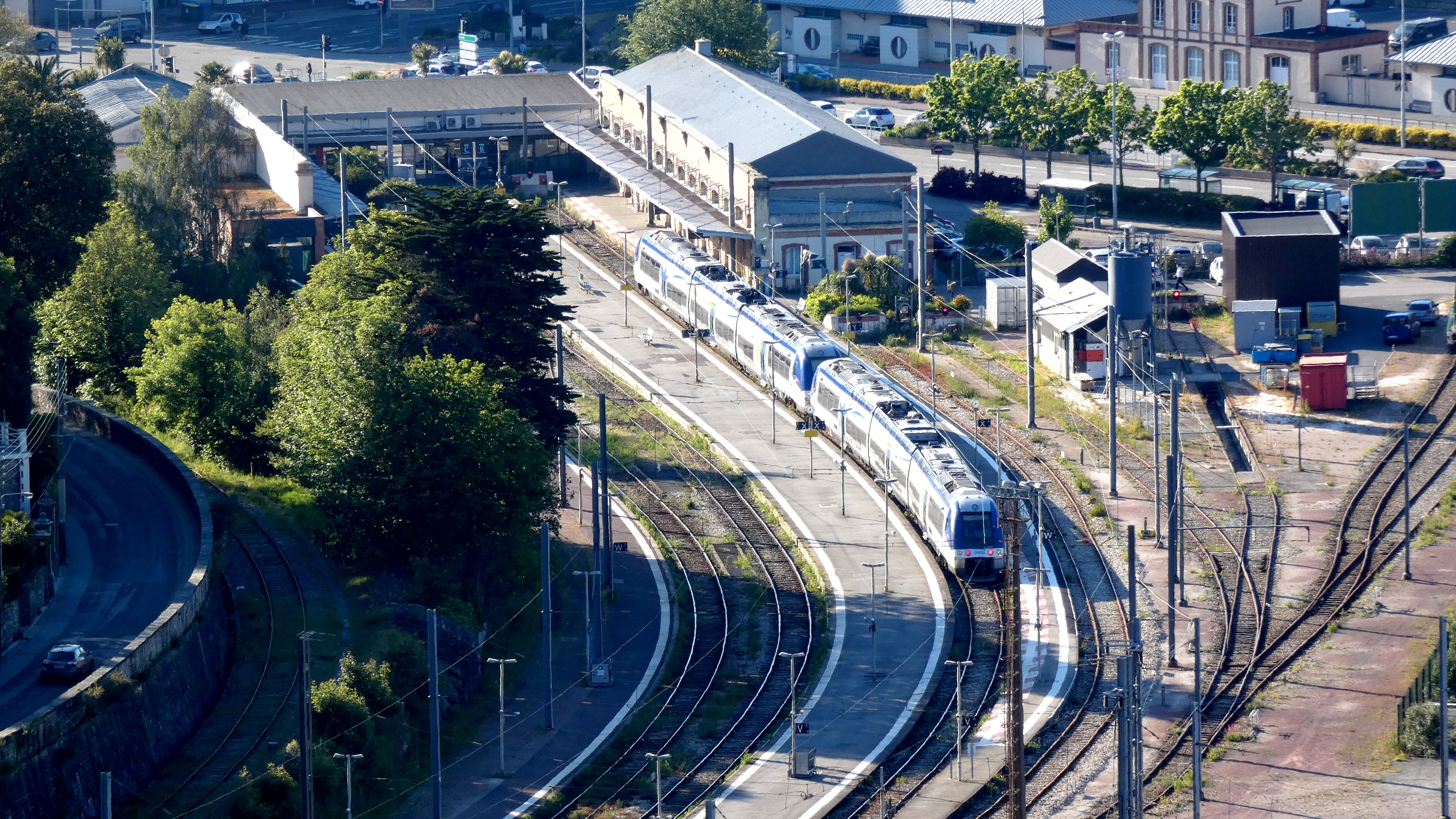
La gare, vue de la montagne du Roule, en 2020.